# 颱風薔蜜 (2008年)
| 太平洋颱風季             |
| 主題頁 - 專題 - 編輯指南 |

颱風蔷薇（國際編號：0815，聯合颱風警報中心：19W；菲律賓大氣地球物理和天文管理局：Ofel），是2008年太平洋颱風季最強熱帶氣旋。
「薔蜜」是由南韓所提供的颱風名稱，指的是薔薇這種花朵，薔薇是玫瑰的一種，是時尚的象徵。它雖然氣味芬芳，但莖部通常有刺；通常生長在灌木叢中。

## 發展過程及路徑
薔薇於9月24日在雅浦島西北偏北約340公里的北太平洋西部上形成為一熱帶低氣壓。初時一個廣闊的副熱帶高壓脊位於薔薇中心以北，薔薇沿著該副熱帶高壓脊之西南面大致向西北偏西移動。它在高空輻散非常良好，附近水溫頗高及垂直風切變微弱的大氣環境下迅速增強，當晚它增強為熱帶風暴，翌日凌晨增強為強烈熱帶風暴。薔薇於9月26日下午進一步增強為颱風及轉向西北移動。
它於9月27日進一步增強，被聯合颱風警報中心調升至相當於五級颶風的強度，其中心十分鐘最高持續風力為每小時215公里（日本氣象廳評級），一分鐘最高持續風力更達每小時260公里，最高陣風亦接近每小時305公里。颱風薔薇是自2007年颱風聖帕首個達五級颶風強度的熱帶氣旋，亦是2008年最強的熱帶氣旋。薔薇發展出一個55公里寬的完整無雲的風眼，它亦增強至大氣環境所能容納的最高強度。
颱風薔薇在登陸前受陸地影響減弱至相當於四級颶風的強度，並於9月28日下午3時40分在台灣宜蘭縣南澳鄉附近登陸。
當晚它橫過台灣北部，它受台灣地形影響，曾短暫向西南移動並迅速減弱。隨後西風槽經過令副熱帶高壓脊東退，令薔薇轉向北移動，它於9月29日離開台灣，並減為一強烈熱帶風暴，傍晚再減弱為熱帶風暴及沿著副熱帶高壓脊之西北部轉向東北移動。薔薇受較高垂直風切變和較冷海水的影響繼續減弱。薔薇於9月30日進一步轉向東北偏東移動，橫過東海。
薔薇於10月1日受西風槽影響，於晚上在鹿兒島以南約170公里變性為溫帶氣旋，橫過日本以南海域。

## 影響

### 臺灣
當地發佈之颱風警報：海上陸上颱風警報

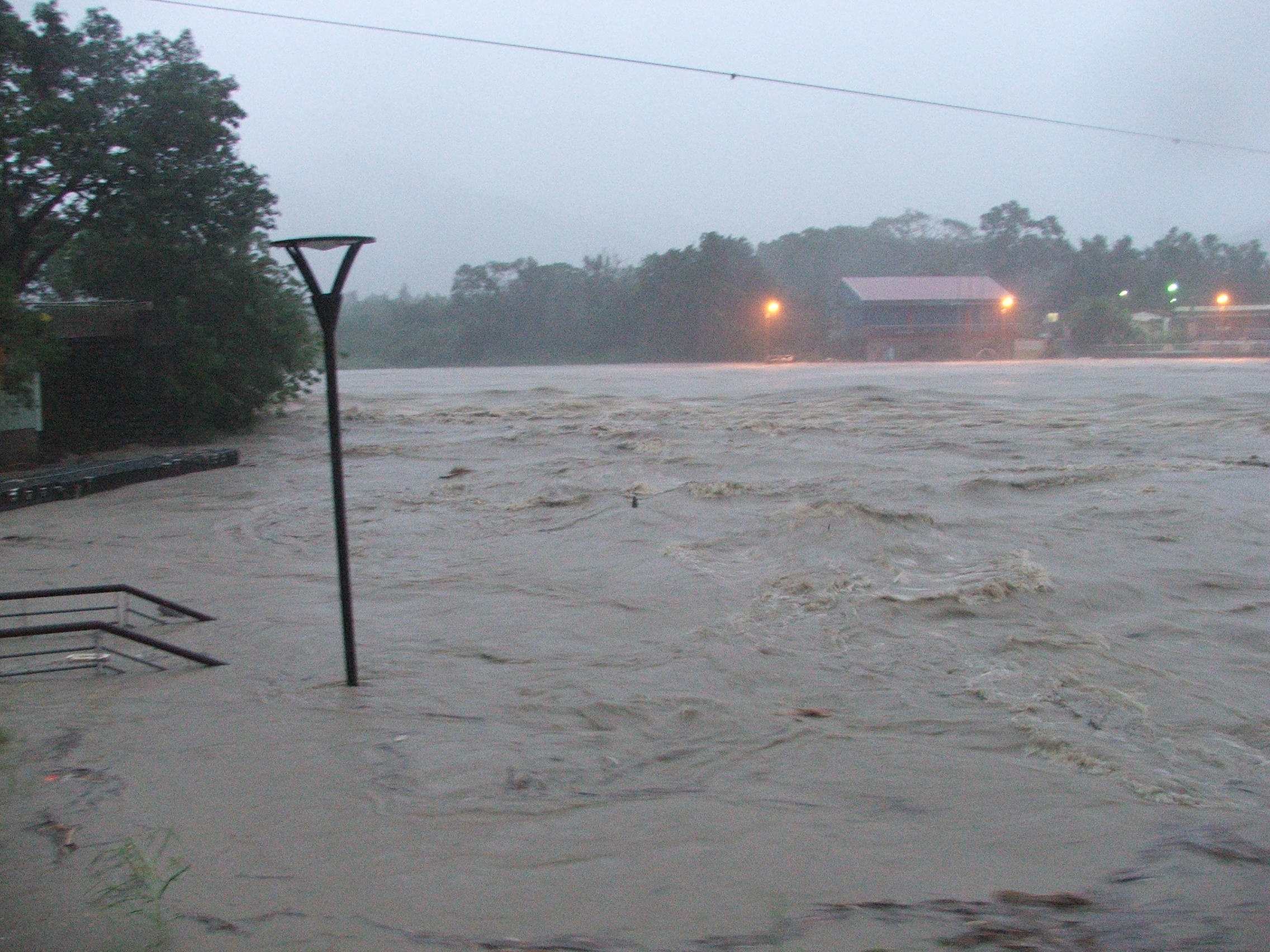
薔薇吹襲後新店溪水浸的情況

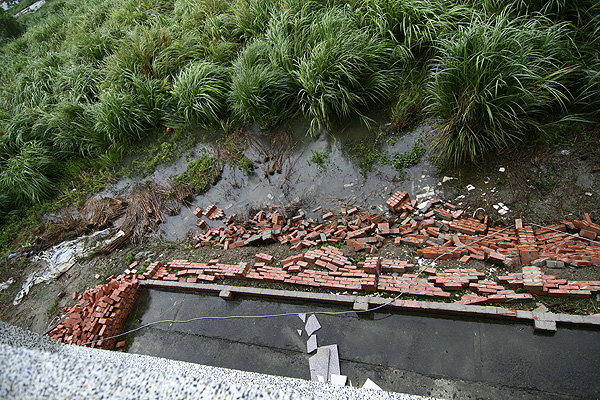
薔薇吹襲台灣後的情況

臺灣的中央氣象局於9月24日20時將薔蜜升格為輕度颱風，9月25日20時再升格為中度颱風，9月26日23時30分對其發佈海上颱風警報。
9月28日15時40分，薔蜜中心於宜蘭縣南澳鄉附近登陸。同日17時30分，中央氣象局將其降格為中度颱風。9月29日4時20分薔蜜自桃園附近出海，同日8時，中央氣象局再將其降格為輕度颱風，17時30分，中央氣象局解除陸上颱風警報，23時30分，再解除海上颱風警報。
薔蜜為台灣帶來強風豪雨，各地出現較大陣風如下：蘇澳出現17級以上強陣風，宜蘭，蘭嶼15級，梧棲14級，台北、花蓮13級，新竹、基隆12級。其中，在薔蜜登陸時，於蘇澳測得每秒62.4公尺的瞬間最大陣風，這是蘇澳15年來次大瞬間最大陣風紀錄，僅次於2015年的杜鵑颱風的每秒68.4公尺，最強風速紀錄為1994年的葛拉絲颱風的每秒68.6公尺。
自9月27日0時至9月29日23時出現較大累積雨量之地點有：宜蘭縣太平山1,135毫米、嘉義縣石磐龍1,000毫米、台北市北投區861毫米等。

#### 災情
薔蜜造成的強風豪雨，使得北部及東部的花蓮與宜蘭、中南部山區，及海陸空交通均受影響，包括高鐵、台鐵、台北捷運及航班，並重創台北、宜蘭、花蓮、新竹等地。台北市街頭一片混亂，有辦公大樓玻璃被吹毀、看板掉落與大型鷹架倒塌，花蓮市區亦有災情，新竹市區靠近香山部份停電約兩小時之久，並且在新竹吹出罕見的12級強風，全台各地多數橋樑封閉、電信系統被影響，台北市貓空纜車第16號塔柱在颱風侵襲期間地基嚴重流失，造成纜車無限期停駛，一直到2010年3月30日才復駛。
截至9月29日22時，薔蜜總計造成2人死亡、2人失蹤、61人受傷，其中一輛遊覽車於國道五號遭風吹翻，車上有36人受傷，是單一事故造成傷亡人數最多的災情。此外，電力有104萬戶、處以上受影響，交通阻斷97處，橋樑封閉34座。行政院農業委員會水土保持局並曾針對675條溪流發佈土石流黃色警戒，224條溪流發佈土石流紅色警戒。另據農委會統計，包括農業產物估計損失及民間設施毀損在內的農業損失，至10月2日15時止，達新台幣21億4,158萬元（約7,155萬美元）。

### 中国
於9月28日早上6時，中國氣象局為福建沿岸等地發出紅色颱風警告。

## 熱帶氣旋警告使用記錄

### 臺灣[3]
| 交通部中央氣象局 颱風警報 | 交通部中央氣象局 颱風警報 | 交通部中央氣象局 颱風警報 |
| ------------------------- | ------------------------- | ------------------------- |
| 上一熱帶氣旋              | 海上颱風警報              | 下一熱帶氣旋              |
| 中度颱風哈格比            | 海上颱風警報              | 輕度颱風蓮花              |
| 中度颱風哈格比            | 陸上颱風警報              | 輕度颱風蓮花              |

### 文獻
- (PDF). 中央氣象局. （原始内容存档 (PDF)于2022-08-05）. （页面存档备份，存于）

## 外部連結
- 最新[]日本氣象廳報告
- 最新聯合颱風警報中心報告
- 最新 （页面存档备份，存于）台灣中央氣象局報告
- 最新菲律賓大氣地理天文部門報告
- 最新香港天文台路徑圖
- 最新澳門地球物理暨氣象局現時熱帶氣旋報告
- 最新 （页面存档备份，存于）中國氣象局
- . 國立情報學研究所. （英文）